# Sulix insecutor
Sulix insecutor är en insektsart som beskrevs av Ronald Gordon Fennah 1965. Sulix insecutor ingår i släktet Sulix och familjen sporrstritar. Inga underarter finns listade i Catalogue of Life.